# Tour Kuchlbauer
La Tour Kuchlbauer (en allemand Kuchlbauer-Turm) est une tour construite par Friedensreich Hundertwasser pour la Brauerei zum Kuchlbauer, à Abensberg, en Allemagne.

## Histoire
La tour de 34 mètres de haut est conçue par Friedensreich Hundertwasser, décédé en 2000 lors de la phase de planification. Le bâtiment est construit après la mort de Hundertwasser sous la direction de l'architecte Peter Pelikan (de), avec des changements importants dans la conception de Hundertwasser. La tour est achevée sous la direction de Leonhard Salleck, propriétaire de la brasserie.
La construction fut précédée de litiges avec la ville d'Abensberg, portés devant les tribunaux. La tour devait initialement mesurer 70 m de haut et est ainsi réduite de moitié. L'Office de protection des monuments émet des objections afin de ne pas altérer la silhouette de la vieille ville d'Abensberg. Outre le bourgmestre d'Abensberg, les opposants au projet sont notamment Egon Johannes Greipl (de), conservateur général de l'Office d'État bavarois pour la préservation des monuments.
La première pierre est posée le 23 avril 2007. Le 8 août 2008, la boule de toit dorée est posée sur la tour. Elle a un diamètre de 10 m et pèse 12 tonnes. La construction devait être achevée en 2009, mais les travaux furent retardés. La tour est ouverte aux visiteurs pour la première fois en janvier 2010. Une terrasse panoramique de 25 m de haut est accessible par des escaliers ou un ascenseur.
La tour s'élève au-dessus d'une base cylindro-concave qui abrite les trois premiers étages. La partie centrale à façade hexagonale se caractérise par un escalier extérieur à loggia ponctué d'ordres d'arcs plein cintre qui mène à la partie supérieure au volume beaucoup plus complexe. La partie supérieure est caractérisée par une multitude de modules cylindriques placés les uns contre les autres, qui rappellent la forme typique de la chope bavaroise. Ils apparaissent regroupés sous la grande bulle dorée de dix mètres de diamètre qui se détache au sommet et qui abrite le musée de la bière, avec la collection de 4 200 verres à bière blanche de Leonhard Salleck, le brassage de la bière est présentée et la Reinheitsgebot expliquée.